# Alangamba
Alangamba is een bestuurslaag in het regentschap Cilacap van de provincie Midden-Java, Indonesië. Alangamba telt 2455 inwoners (volkstelling 2010).